# بدون مرز
بدون مرز فیلمی به کارگردانی و نویسندگی امیرحسین عسگری و تهیه‌کنندگی مجتبی امینی ساخته سال ۱۳۹۳ است.
این فیلم در تاریخ ۱۲ اردیبهشت ۱۳۹۵ در سینماهای ایران اکران شده است.

## خلاصه فیلم
این فیلم داستان پسری را روایت می‌کند که هر روز برای ماهی‌گیری به کشتی به گل نشسته‌ای در نقطه صفر مرزی پا می‌گذارد و آنجا را به محلی برای آرامش خود تبدیل کرده است، اما حضور غریبه‌ای این آرامش برهم می‌زند.

## جشنواره‌ها

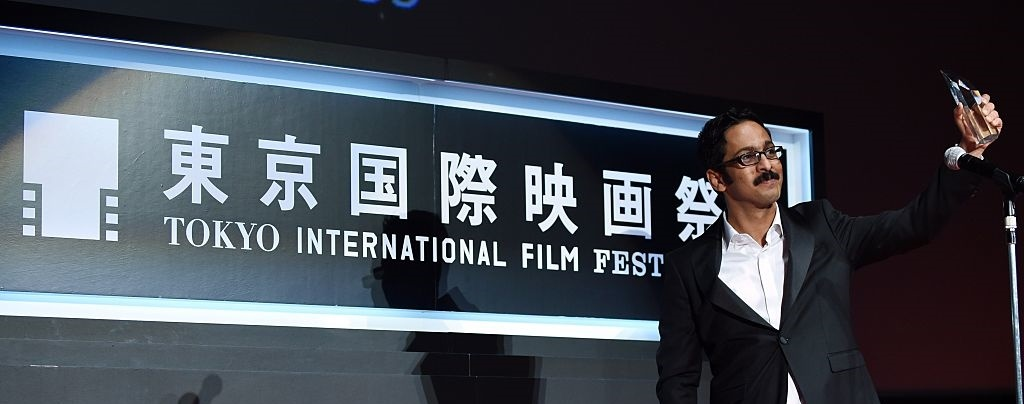
امیرحسین عسگری در جشنواره توکیو

- برنده جایزه بهترین فیلم آسیایی بیست و هفتمین دوره جشنواره فیلم توکیو در سال ۲۰۱۴ میلادی[۱]
- برنده جایزه بهترین کارگردان جوان برای فیلم بدون مرز در نوزدهمین دوره جشنواره فیلم صوفیا در سال ۲۰۱۵ میلادی[۲]
- نامزد دریافت ققنوس طلایی از سی و نهمین جشنواره بین‌المللی فیلم هنگ کنگ جشنواره فیلم هنگ کنگ در سال ۲۰۱۵ میلادی[۳]

## بخش نگاه نوسی و سومین جشنواره فیلم فجر[۴]
| قسمت             | نامزد          | نتیجه    |
| ---------------- | -------------- | -------- |
| بهترین فیلم      | مجتبی امینی    | نامزدشده |
| بهترین کارگردانی | امیرحسین عسگری | نامزدشده |
| بهترین فیلمنامه  | امیرحسین عسگری | نامزدشده |

تندیس بلورین «جایزه ویژه هیئت داوران» بخش نگاه نو به امیرحسین عسگری برای فیلم بدون مرز اهدا شد.